# Borek Żukowy
Borek Żukowy, Żuków Borek (biał. Жукаў Барок, Żukau Barok; ros. Жуков Борок, Żukow Borok) – wieś na Białorusi, w obwodzie mińskim, w rejonie stołpeckim, w sielsowiecie Szaszki, u ujścia Jaczonki do Niemna.
Współcześnie w skład miejscowości wchodzą także dawne folwarki Byczkowszczyzna i Pawlukowszczyzna.

## Historia
W Rzeczypospolitej Obojga Narodów leżał w województwie mińskim, w powiecie mińskim. W 1703 wybudowano tu cerkiew unicką (pod zaborami przejętą przez prawosławnych). Odpadł od Rzeczypospolitej w 1793, w wyniku II rozbioru.
W XIX i w początkach XX w. wieś i majątek ziemski położone w Rosji, w guberni mińskiej, w powiecie mińskim, w gminie Zasule. Wieś znana była wówczas z znajdującej się tu przeprawy przez Niemen.
W dwudziestoleciu międzywojennym Borek Żukowy, Byczkowszczyzna i Pawlukowszczyzna leżały w Polsce, w województwie nowogródzkim, w powiecie stołpeckim, do 1 kwietnia 1927 w gminie Zasule, następnie w gminie Stołpce. Demografia w 1921 przedstawiała się następująco:
|                          | Liczba mieszkańców | Budynki | Narodowość  | Narodowość        | Wyznanie    | Wyznanie |
| Polacy                   | Liczba mieszkańców | Budynki | Białorusini | rzymskokatolickie | prawosławne |          |
| ------------------------ | ------------------ | ------- | ----------- | ----------------- | ----------- | -------- |
| wieś Borek Żukowy        | 222                | 42      | 222         | –                 | 3           | 219      |
| folwark Byczkowszczyzna  | 12                 | 1       | –           | 12                | –           | 12       |
| folwark Pawlukowszczyzna | 9                  | 1       | 8           | 1                 | 8           | 1        |

Po II wojnie światowej w granicach Związku Sowieckiego. Od 1991 w niepodległej Białorusi.

### Właściciele wsi
Borek Żukowy był własnością Radziwiłłów, później w posagu Stefanii Radziwiłł przeszedł do Wittgensteinów, a następnie do księcia Hohenlohe.

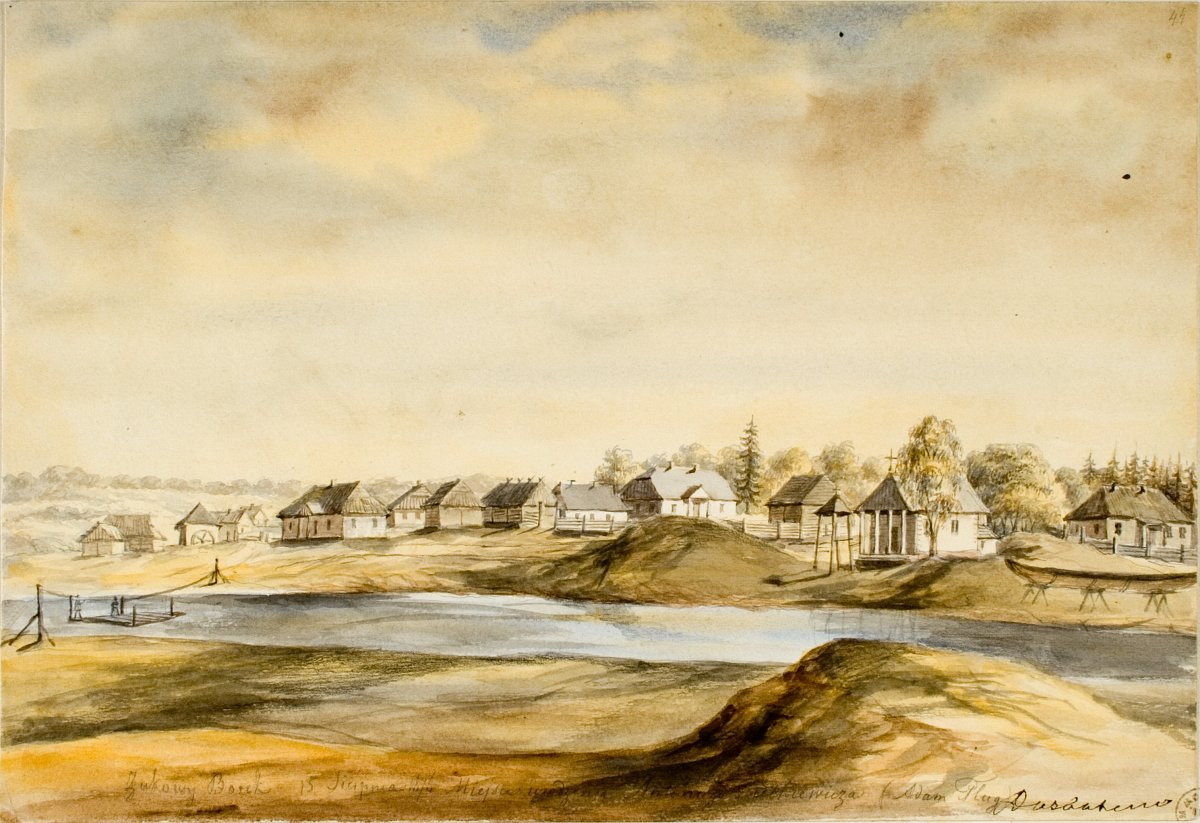
Borek Żukowy w XIX w. na rysunku Napoleona Ordy
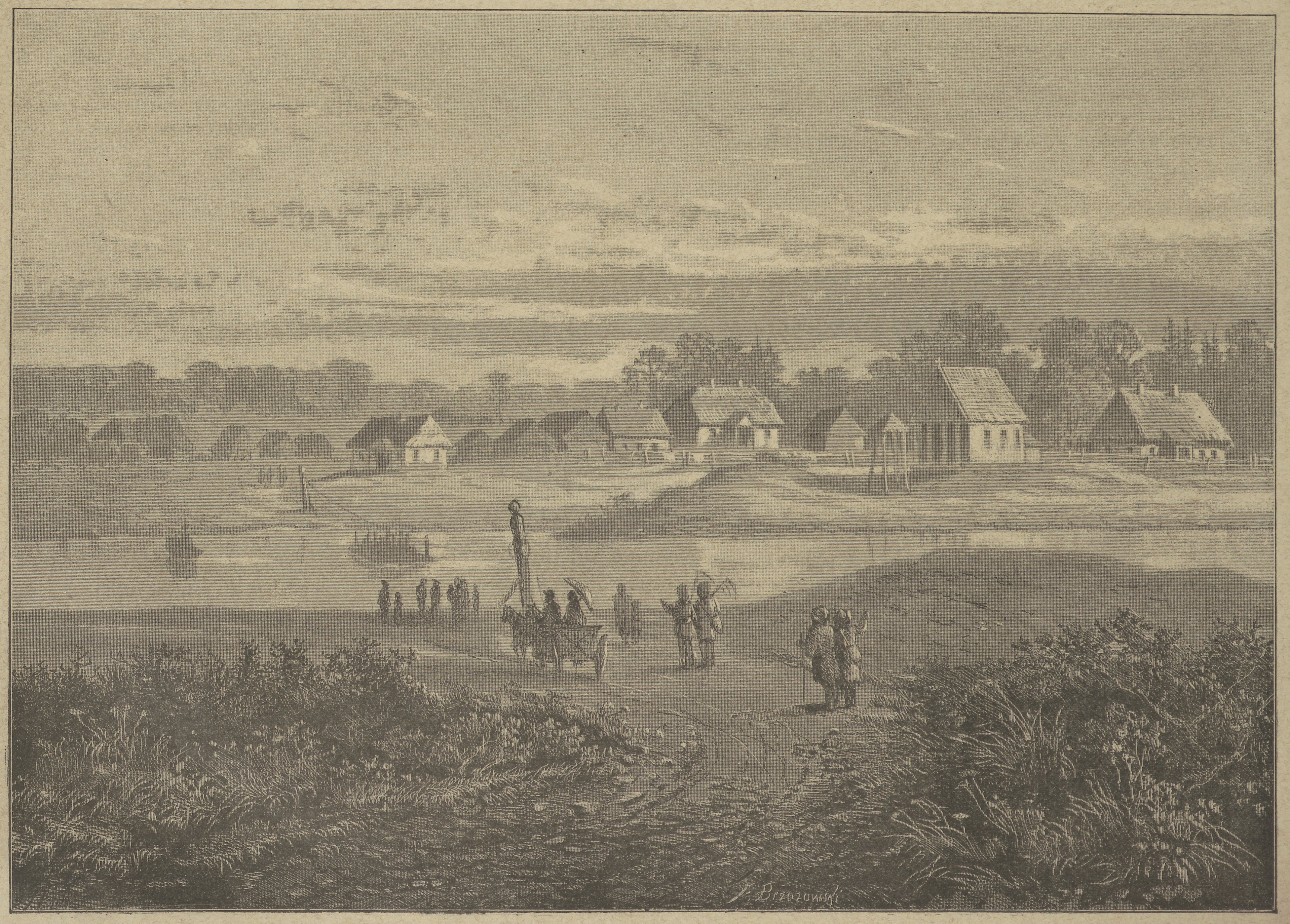
Borek Żukowy w 1883
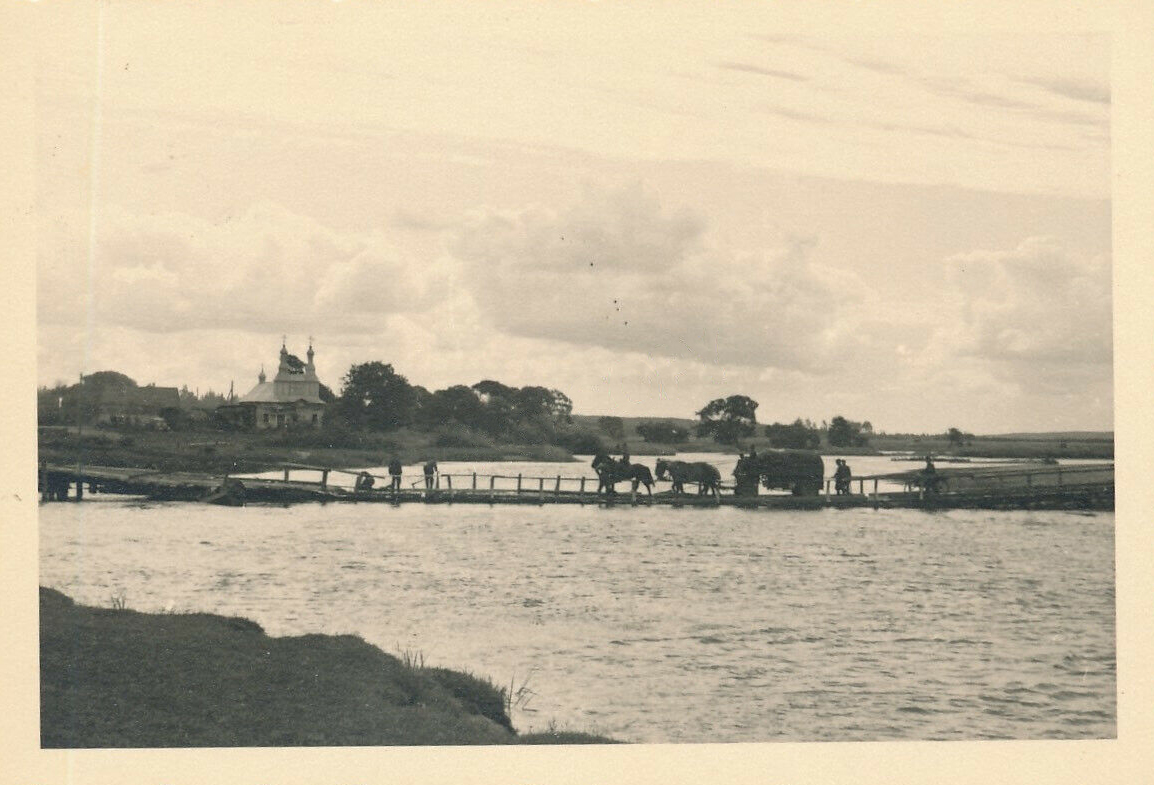
przeprawa przez Niemen w okresie II wojny światowej
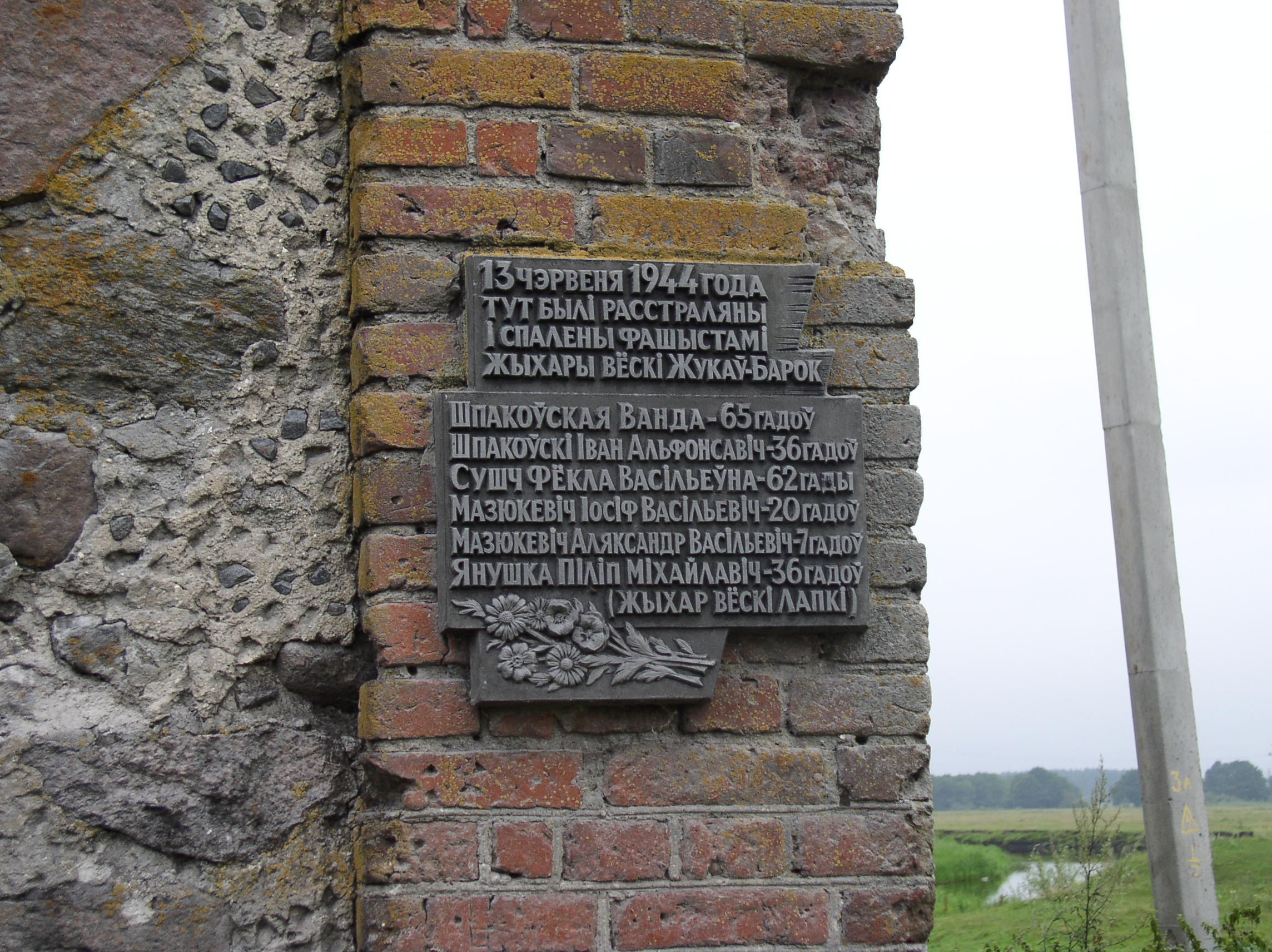
tablica ku pamięci mieszkańców wsi zamordowanych przez Niemców w 1944

## Ludzie związani z miejscowością
- Salomon Majmon – żydowski filozof samouk; urodzony w Borku Żukowym[3]
- Antoni Pietkiewicz – polski pisarz; w młodości mieszkaniec Borku Żukowego[3]

## Borek Żukowy w kulturze
O Borku Żukowym wspomina Władysław Syrokomla w Wędrówkach po moich niegdyś okolicach: wspomnienia, studja historyczne i ....